# Iorgos Seferis
Iorgos Seferis (en grec: Γιώργος Σεφέρης), pseudònim de Georgios Seferiadis (Esmirna, Imperi Otomà, 13 de març del 1900 - Atenes, Grècia, 20 de setembre del 1971), fou un diplomàtic i poeta grec guardonat amb el Premi Nobel de Literatura l'any 1963.

## Biografia

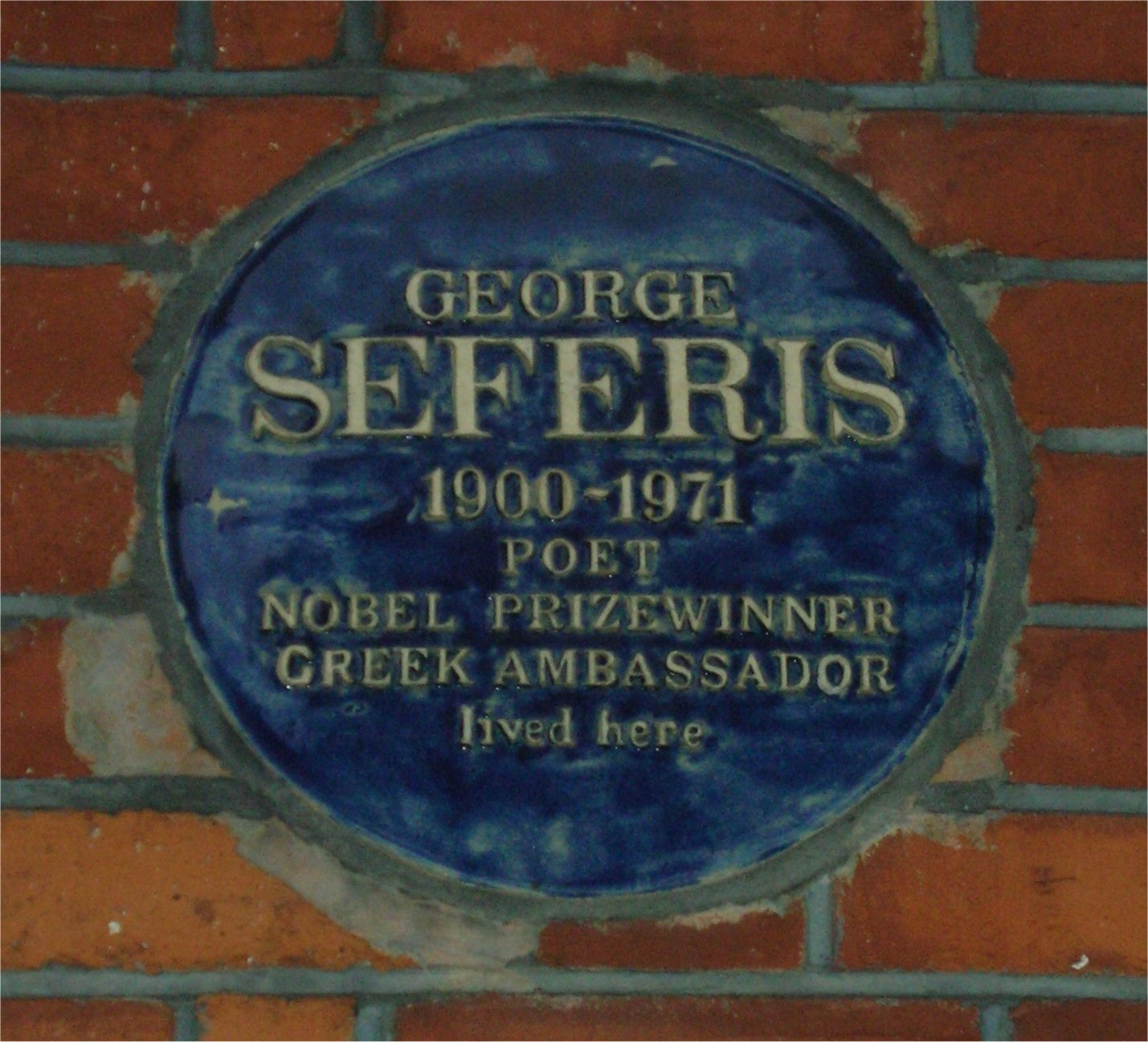
Placa d'homenatge a Iorgos Seferis

Va néixer el 13 de març del 1900 (el 29 de febrer segons el calendari julià) a la ciutat d'Esmirna –situada en aquell moment en l'Imperi Otomà, però que actualment s'anomena Izmir i està situada a Turquia–, fill d'un traductor especialitzat en les obres de lord Byron. Després de cursar els estudis primaris i secundaris a Atenes, va iniciar els estudis de dret i literatura a la Universitat de París. Tot i el seu interès per la filologia i l'art, va decantar-se per la carrera diplomàtica.

## Carrera diplomàtica
Després d'estudiar a París, el 1925 retornà a Atenes; fou nomenat membre del Departament d'Afers Exteriors del seu govern, i esdevingué membre de les legacions a Anglaterra (1931-1934) i Albània (1936-1938). Durant la Segona Guerra Mundial, acompanyà el govern democràtic del seu país a l'exili a Creta, Egipte, Sud-àfrica i Itàlia, i retornà al seu país gràcies a l'alliberament d'Atenes per part de les tropes aliades l'any 1944. Continuà, llavors, la seva carrera diplomàtica en missions a Turquia (1948-1950) i Londres (1951-1953. Entre 1953 i 1956, fou nomenat ministre d'exteriors pel Líban, Síria, Jordània i Iraq, i el 1957 fou nomenat ambaixador grec al Regne Unit, càrrec que ocupà fins al 1961.

## Obra literària
Va escriure en grec demòtic (dimotikí glosa, 'la llengua del poble'), la llengua que havia seguit la seva natural evolució i que presentava diferències notables amb la llengua purista oficial, imposada per l'estat, anomenada katharévussa.
Influenciat per Konstandinos Kavafis, T. S. Eliot i Ezra Pound, va intentar combinar les seves pròpies experiències amb la història i la mitologia. Una de les seves principals fonts d'inspiració va ser l'Odissea d'Homer, per mostrar com la personalitat humana no ha canviat amb els segles.
L'any 1963, fou guardonat amb el Premi Nobel de Literatura per la seva eminent escriptura lírica, inspirada profundament per la cultura del món hel·lènic".

### Obra seleccionada
- 1931: Στροφή (Strofí)
- 1932: Στέρνα (Sterna)
- 1935: Μυθιστόρημα (Mithistórima), traduït al català per Carles Miralles (Mithistórima; Poesia dels Quaderns Crema, 6; Barcelona: Edicions del Quaderns Crema, 1980)
- 1940: Τετράδιο Γυμνασμάτων (Tetràdio gymnasmaton)
- 1940: Ημερολόγιο καταστρώματος Α΄ (Imerológio katastrómatos, I)
- 1944: Ημερολόγιο καταστρώματος Β΄ (Imerológio katastrómatos, II)
- 1947: Κίχλη (Kikhli)
- 1955: Ημερολόγιο καταστρώματος Γ΄ (Imerológio katastrómatos, III)
- 1966: Τρία κρυφά ποιήματα (Tria krifà piímata), traduït al català per Jesús Cabezas i Rubén Montañés (Tres poemes secrets, València: Edicions de la Guerra, 1993)

## Traduccions al català
- 1970 – Seferis, Iorgos. Record I. Traducció i nota de Carles Miralles. Serra d'Or, 132 (setembre, 1970): 45.[1][2]
- 1977 – Seferis, Iorgos. Sobre una irradiació hivernal. Traducció i nota d'Anna Murià d'un poema del llibre Tres poemes secrets. Faig, 7 (octubre, 1977).[1][2]
- 1980 – Seferis, Iorgos. Mitihistorima. Traducció de Carles Miralles. Barcelona: Quaderns Crema, 1980.[1][2]
- 1988 – (Diversos autors). Set poetes neogrecs. Antologia. Traducció de Carles Miralles i Montserrat Camps. (Inclou poemes de Seferis). Les millors obres de la literatura universal / Segle XX, núm. 25. Barcelona: Edicions 62, 1988.[1]
- 1993 – Seferis, Iorgos. Tres poemes secrets. Versió, pròleg i notes de Jesús Cabezas Tanco i Rubén Montañés. València: Edicions de la Guerra. 1993.[1][2]
- 1994 – Seferis, Iorgos. Apunts sobre un estiu. Versió de Joan Manuel Ballesta. Barcelona: Els Marges, 49 (març, 1994), p. 49-61.[2][3]
- 2019 – Seferis, Iorgos. Diaris de Bord. Traducció de Joan Frederic Calabuig. Martorell: Adesiara editorial, 2019.
- 2023 – Seferis, Iorgos. Quadern d'exercicis i altres poemes. Traducció de Joan Frederic Calabuig. Martorell: Adesiara Editorial, 2023.